# NGC 5208
NGC 5208 (другие обозначения — UGC 8519, MCG 1-35-1, ZWG 45.7, NPM1G +07.0327, PGC 47637) — линзообразная галактика (S0) в созвездии Дева.
Этот объект входит в число перечисленных в оригинальной редакции «Нового общего каталога».